# Alexius Vincenz Parizek

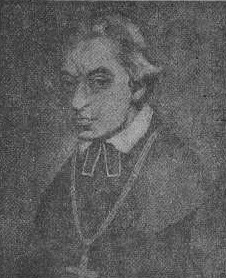
Alexius Vincenz Parizek

Alexius Vincenz Parizek, auch Alexander Parizek, tschechisch Aleš Vincenc Pařízek, (* 10. November 1748 in Prag; † 15. April 1822 ebenda) war ein tschechischer katholischer Geistlicher und Dominikaner, Pädagoge, Schriftsteller, Musiker, Komponist und Zeichner.

## Leben
Parizek, Sohn einfacher Eltern, besuchte ein Prager Gymnasium und Jesuitenschulen. 1765, im Alter von 17 Jahren, trat er in den Dominikanerorden ein, studierte in Prag und Brünn Theologie sowie in Znaim Philosophie und empfing im Jahr 1771 die Priesterweihe. Danach wirkte er in Prag als Prediger, Beichtvater und Klosterbibliothekar.
Als in Prag eine neue Hauptnormalschule eröffnet wurde, wandte Parizek sich der Pädagogik zu. Er studierte die Lehrmethode des Sokrates, besuchte Vorlesungen über Pädagogik und Katechetik und wurde Katechet der Pfarrschule von St. Aegidius. Darauf wurde er an der Normalschule Lehrer für Kalligraphie, Naturkunde und Geschichte. Nach zwei Jahren wechselte er in die Fächer Religion, Katechetik sowie Pädagogik. Als Grund werden gesundheitliche Probleme angegeben.
1783 wurde Parizek als Rektor an die neu errichtete Hauptschule in Klattau berufen. Als der Klattauer Dominikanerkonvent 1786 aufgehoben wurde, wirkte er als Diözesanpriester. Außerdem wurde er bischöflicher Notar in Budweis. 1790 ernannte man ihn zum Ehrendomherrn in Leitmeritz und zum Inspektor der Leitmeritzer Diözesanen, die in Prag Theologie studierten. Ferner wurde er Mitglied der Oberlausitzischen Gesellschaft der Wissenschaften. Auf Empfehlung des Bischofs Ferdinand Kindermann von Schulstein wurde er 1791 Direktor der Musterschule Prag. Dieses Amt hatte er drei Jahrzehnte lang inne.
1798 reiste Parizek nach Wien, um dem kaiserlich-königlichen Staatsminister von Rotterhan einen Entwurf zur Verbesserung des Schulwesens vorzulegen. Dieser Entwurf wurde anerkannt. Für seine Verdienste wurde er geehrt; so erhielt er 1802 die theologische Ehrendoktorwürde und wurde auch Direktor eines Waisenhauses bei St. Johann in Prag. An der Universität Prag fungierte er seit 1811 als Dekan der Fakultät für Theologie und seit 1816 als Prälat.
Parizek verstarb im Alter von 73 Jahren in Prag.

## Wirken
Parizek war ein angesehener Gelehrter in Theologie, Kunst und Musik. Er schrieb aszetische, pädagogische und erbauliche Werke in Deutsch und Tschechisch. Sein erfolgreichstes Werk war ein 1792 veröffentlichtes Gebetbuch für katholische Christen, das bis 1820 fünf Auflagen erfuhr. Ein vergleichbares Gebetbuch schrieb er auch für Frauen.
Als bildender Künstler zeichnete Parizek Ansichten der Schlösser Böhmens. Die Vignetten in seinen Büchern stammen von ihm selbst. Außerdem malte er Ölgemälde, die teilweise von Kupferstechern kopiert wurden. Seine Sammlung von Münzen und Medaillen, die aus Gipsabdrücken bestand, vermachte er kurz vor seinem Tode einem Museum in Böhmen.
Als Musiker verbesserte Parizek 1775 in einem Kloster die Orgel. Später nahm er Kompositionsunterricht. Während seiner Zeit als Katechet und Klattauer Direktor bemühte er sich, der Jugend die Musik näher zu bringen. 1806 erschienen in Prag zwei von ihm komponierte Messen. Ferner schuf er zwei kleinere Messen, ein Orchesterwerk, vier Offertorien, zwei O Salutaris, ein Salve Regina, zwei Litaneien, drei Kantaten, eine Symphonie, ein Notturno, weitere Kirchenlieder und anderes.

## Werke
- Versuch einer Geschichte Böhmens für den Bürger, nebst angehängter historischer Erdbeschreibung dieses Landes, zum Gebrauche der Jugend (Prag 1781)
- Religion der Unmündigen, zum gemeinnützigen Gebrauche katholischer Eltern und Lehrer (Prag 1781, zweite Auflage Prag 1786)
- Versuch einer kurzgefaßten Weltgeschichte für Kinder (Prag 1782)
- Rede bei der feierlichen Eröffnung und Einweihung der Hauptschule in der K. K. Reichsstadt Klattau (1783)
- Kurzgefaßte Naturgeschichte Böhmens, zum Gebrauch der Jugend (Prag 1784)
- Erklärung der sonntäglichen Evangelien, für Schullehrer in deutscher Sprache (drei Bände, Prag 1785–1788, fünfte Auflage Prag 1808)
- Erklärung der festtäglichen Evangelien in Schulen, zum Gebrauch der Katecheten (Prag 1787)
- Gebete für Kinder; böhmisch (Prag 1789)
- Villeaume's praktisches Handbuch für Schullehrer, in's Böhmische übersetzt (Prag 1790)
- Skizze eines rechtschaffenen Schulmannes, für angehende Landschullehrer (Prag 1791, zweite Auflage Prag 1808)
- Katholisches Gebet- und Erbauungsbuch für Frauenzimmer, ganz nach den Verhältnissen ihres Geschlechts eingerichtet (Prag/Leipzig 1791, zweite Auflage Augsburg 1802, dritte Auflage Leipzig 1818)
- Katholisches Gebetbuch für katholische Christen (Prag 1792, zweite Auflage Bamberg 1810, dritte Auflage Regensburg 1817, vierte Auflage Regensburg 1819, fünfte Auflage Augsburg 1820)
- Ueber bürgerliche Freiheit und Gleichheit in Hinsicht der französischen Revolution; böhmisch (Prag 1793)
- Ueber Lehrmethode in Volksschulen, für Präparanden, Katecheten und Lehrer; nebst einem Anhange vom Präparanden-Unterrichte für Musiklehrer (Prag 1797, zweite Auflage Prag 1801, dritte Auflage Prag 1810)
- Ausführliche Beschreibung der am 15. November gehaltenen Jubelfeier der K. K. Normalschule in Prag; nebst einer kurzen 25jährigen Geschichte dieser Schule (Prag 1801)
- Christliche Gedanken über moralische Wahrheiten für das weibliche Geschlecht, auf jeden Tag des Monats (Augsburg 1802)
- Erhorten für Kinder auf alle Sonn- und Festtage, wie auch besondere Schulfeierlichkeiten des ganzen Jahres, zum gottesdienstlichen Gebrauche in Schulen; auch für erwachsene Jünglinge u. s. w. brauchbar (drei Bände, Prag 1803)
- Erhorten für Jünglinge, auf besondere Kirchenzeiten und über Kirchenceremonien, auch für das erwachsene Volk brauchbar; als Anhang zu den Erhorten der Kinder (Prag 1804)
- Erklärung der sonntäglichen Episteln in Schulen, zum Gebrauch der Katecheten (zwei Bände, Prag 1806–1807)
- Livre de prière à lúsage des Chatoliques chrétiens (Augsburg 1808)
- Gebete um Segen für die K. K. Armeen im J. 1809 (Prag 1809)
- Legende der Menschenliebe, oder Beispiele christlicher Wohlthätigkeit gegen die Mitmenschen; aus den Biographieen der Heiligen gezogen (Prag 1810)
- Christliche Tugendschule für Kinder, oder Anleitung, wie die Jugend schon in ihrem ersten Alter tugendhaft zu werden sich bestreben soll. Ein neues Prüfungsgeschenk für lehrbegierige und wohlverdiente Schüler (Prag 1811)
- Kern der christlichen Andacht, zum täglichen Gebrauche katholischer Christen (Prag 1812, zweite Auflage Prag 1814, dritte Auflage Prag 1817)
- Regeln der böhmischen Orthographie für Kinder der böhmischen Schulen (Prag 1812)
- Kriegsgebete zur Erstehung des göttlichen Segens für die vereinigten Armeen (Prag 1813)
- Ueber Eigenliebe und Selbstsucht, ein Wort zu seiner Zeit; zunächst an die reifere Jugend, dann auch an jeden erwachsenen Christen (Prag 1816)
- Leitfaden der Vorlesungen über Katechetik, mit der Pädagogik und Methodik verbunden. Nebst einem Verzeichnisse der brauchbarsten katechetischen und pädagogischen Bücher; zum Beruf der sich für das Katechetenamt an deutschen Schulen bildenden Theologen (Prag 1816)
- Kleine Erzählungen für Stadtschulen (Prag 1816)
- Biblische Darstellung der gegenwärtigen Zeitereignisse, nebst moralischen Gedanken darüber (Prag 1816)
- Der durch öftere Herzenserhebungen zu Gott immerfort betende Christ (Prag 1817)